# Сіраба Дембеле
Сіраба Дембеле (фр. Siraba Dembélé, нар. 28 червня 1986) — французька гандболістка, срібна призерка Олімпійських ігор 2016 року.

## Виступи на Олімпіадах
| Олімпіада           | Дисципліна | Місце |
| ------------------- | ---------- | ----- |
| Лондон 2012         | гандбол    | 5     |
| Ріо-де-Жанейро 2016 | гандбол    | 2     |

## Зовнішні посилання
- Сіраба Дембеле — олімпійська статистика на сайті Sports-Reference.com (англ.) (архівна версія)

1. ↑  Європейська федерація гандболу — 1991.